# Хизъярви
Хизъярви — озеро на территории Паданского сельского поселения Медвежьегорского района Республики Карелии.

## Общие сведения
Площадь озера — 2,4 км², площадь водосборного бассейна — 24,8 км². Располагается на высоте 135,4 метров над уровнем моря.
Форма озера продолговатая: оно вытянуто с северо-запада на юго-восток. Берега преимущественно возвышенные.
Короткой протокой озеро соединяется с озером Селецким, откуда берёт начало река Лужма, впадающая в Сегозеро.
К западу от озера проходит дорога местного значения.
Код объекта в государственном водном реестре — 02020001111102000007369.